# MIB 30
El MIB 30 era un índice bursátil compuesto por 30 valores que cotizaban en la Bolsa de Milán.
Las empresas ponderaban según el criterio de capitalización. La revisión se realizaba dos veces al año en marzo y en septiembre.
Este índice dejó de estar operativo el 1 de junio de 2009 siendo sustituido por el FTSE MIB  como resultado de la fusión de la Borsa italiana con el London Stock Exchange.